# Piosenki i nie
"Piosenki i nie" – projekt  słowno-muzyczny zawierający teksty ponad stu wierszy i piosenek Roberta Kasprzyckiego pochodzących z lat 1989-2006 oraz płytę koncertową nagraną latem 2007 roku w Radiu Kraków. 
Pierwotne wydanie pochodzi z roku 2007 – wydawcą było Radio Kraków, zaś rok później ukazała się reedycja wydana przez wydawnictwo Celt.
W roku 2017, nakładem Wydawnictwa Fonograficznego Dalmafon ukazała się płyta "Piosenki i nie"- tym razem wyłącznie jako płyta CD.

## Lista utworów
| Lp. | Nazwa utworu                      | Czas |
| --- | --------------------------------- | ---- |
| 1   | List od nieznanego poety          | 3:37 |
| 2   | Ballada o mieście (nocna zresztą) | 3:59 |
| 3   | Sylogizm o poetach I              | 2:37 |
| 4   | Bardzo ważne bzdury               | 4:49 |
| 5   | Koniec młodości                   | 5:06 |
| 6   | Zadymka                           | 2:36 |
| 7   | Oda do garnuszka                  | 3:41 |
| 8   | List, a właściwie dwa             | 5:55 |
| 9   | Brudny autobus do stacji Golgota  | 6:11 |
| 10  | Jego słońce                       | 3:44 |
| 11  | Spadanie                          | 5:48 |
| 12  | Jakbyt                            | 5:47 |
| 13  | Kropla do kropli                  | 5:11 |
| 14  | Na do widzenia                    | 4:17 |
| 15  | Vis-a-vis                         | 4:02 |
| 16  | Winda VII                         | 5:18 |

## Twórcy
- Robert Kasprzycki – słowa, muzyka, gitara, śpiew
- Tomasz Hernik – puzon, akordeon, duduk
- Michał Łanuszka – gitara solowa